# Unterarmstütz

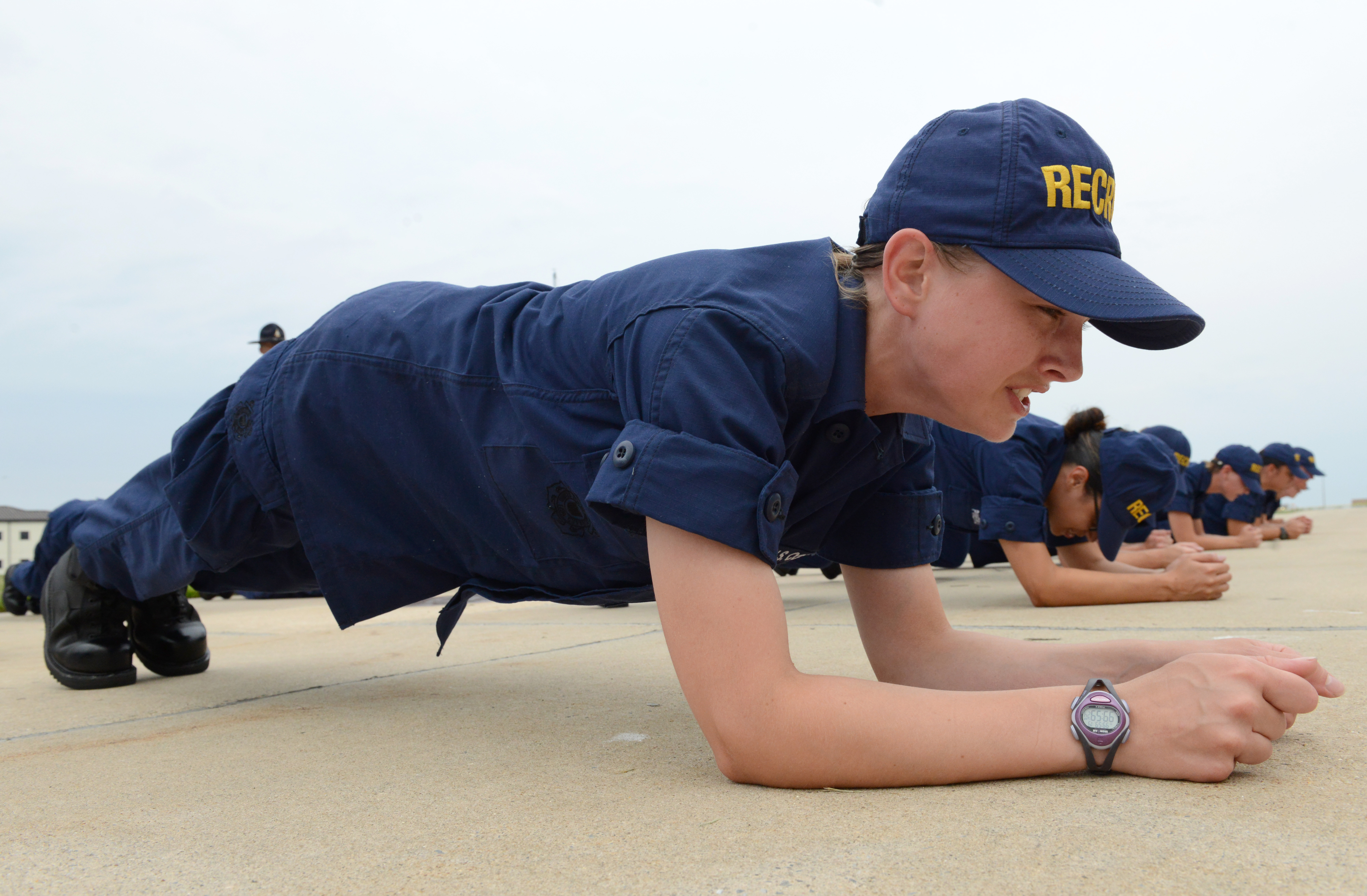
Eine Rekrutin der United States Coast Guard beim Unterarmstütz; Ausführung mit ungünstiger Kopfhaltung. Der Blick sollte auf den Boden gerichtet sein.

Der Unterarmstütz oder die Plank (eng.: plank – Brett) ist eine sportliche Eigengewichtsübung, die zur funktionellen Gymnastik, insbesondere zur Rückenschule zählt. Sie kräftigt richtig eingesetzt einen Großteil des Körpers, besonders die vordere und hintere Rumpfmuskulatur.

## Ausführung
Die Position ist ähnlich der Liegestützposition, wobei die Arme jedoch nicht ausgestreckt sind, sondern als Stützen dienen. Der Unterarmstütz wird folgendermaßen ausgeführt: Aus dem Vierfüßlerstand werden die Unterarme parallel zueinander aufgestützt. Die Hände zeigen dabei nach vorne oder nach innen. Anschließend werden die Beine nach hinten gestreckt, so dass Beine, Becken und Oberkörper eine Linie bilden. Die Wirbelsäule wird dann der Länge nach aufgerichtet, der Kopf ist als Verlängerung der Wirbelsäule zu sehen. Das Körpergewicht verteilt sich auf Zehen, Unterarm und Hände. Häufig empfohlen wird ein 10-sekündiges Halten und eine mehrfache Wiederholung.
Häufige Fehler sind die Kopfhaltung, wobei der Kopf entweder zu stark in den Nacken gebracht oder zu stark zur Brust geführt wird, sowie das Hohlkreuz.

## Anwendung
Der Unterarmstütz ist eine Standardübung der funktionellen Gymnastik, im Yoga, im Pilates sowie in diversen Kampfsportarten. Sie wird auch in Therapie und Rehabilitation angewandt.

## Varianten

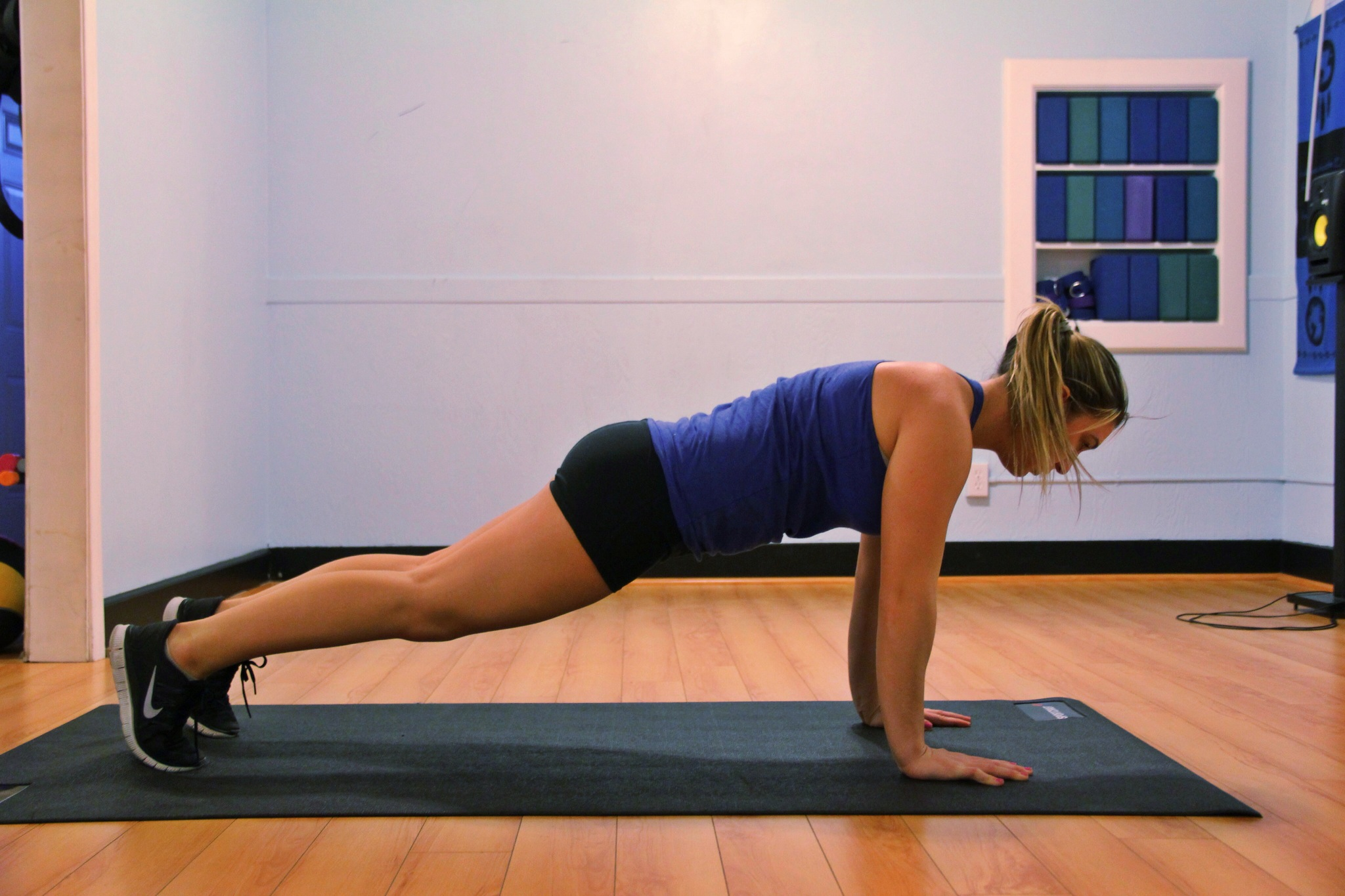
Verlängerter Unterarmstütz
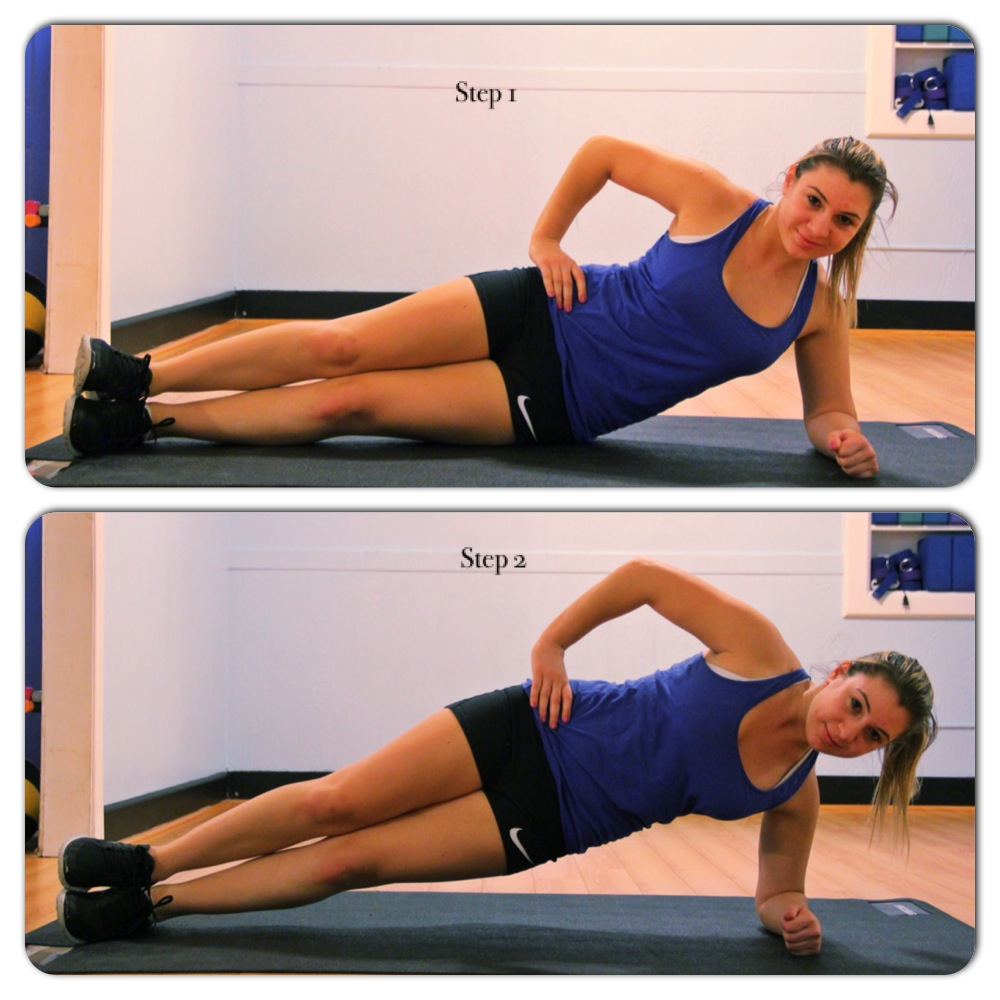
Seitlicher Unterarmstütz
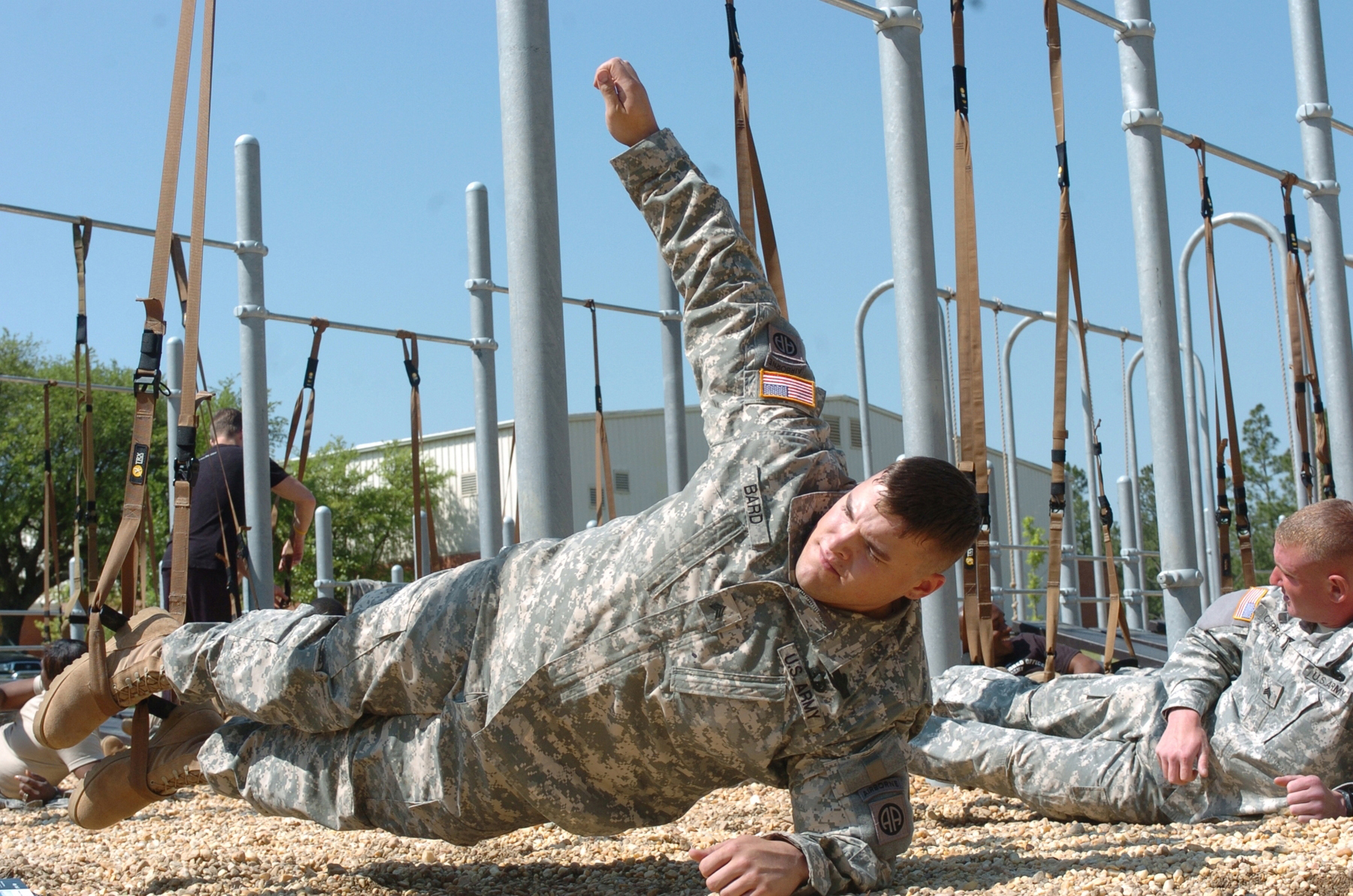
Variante des seitlichen Unterarmstützes
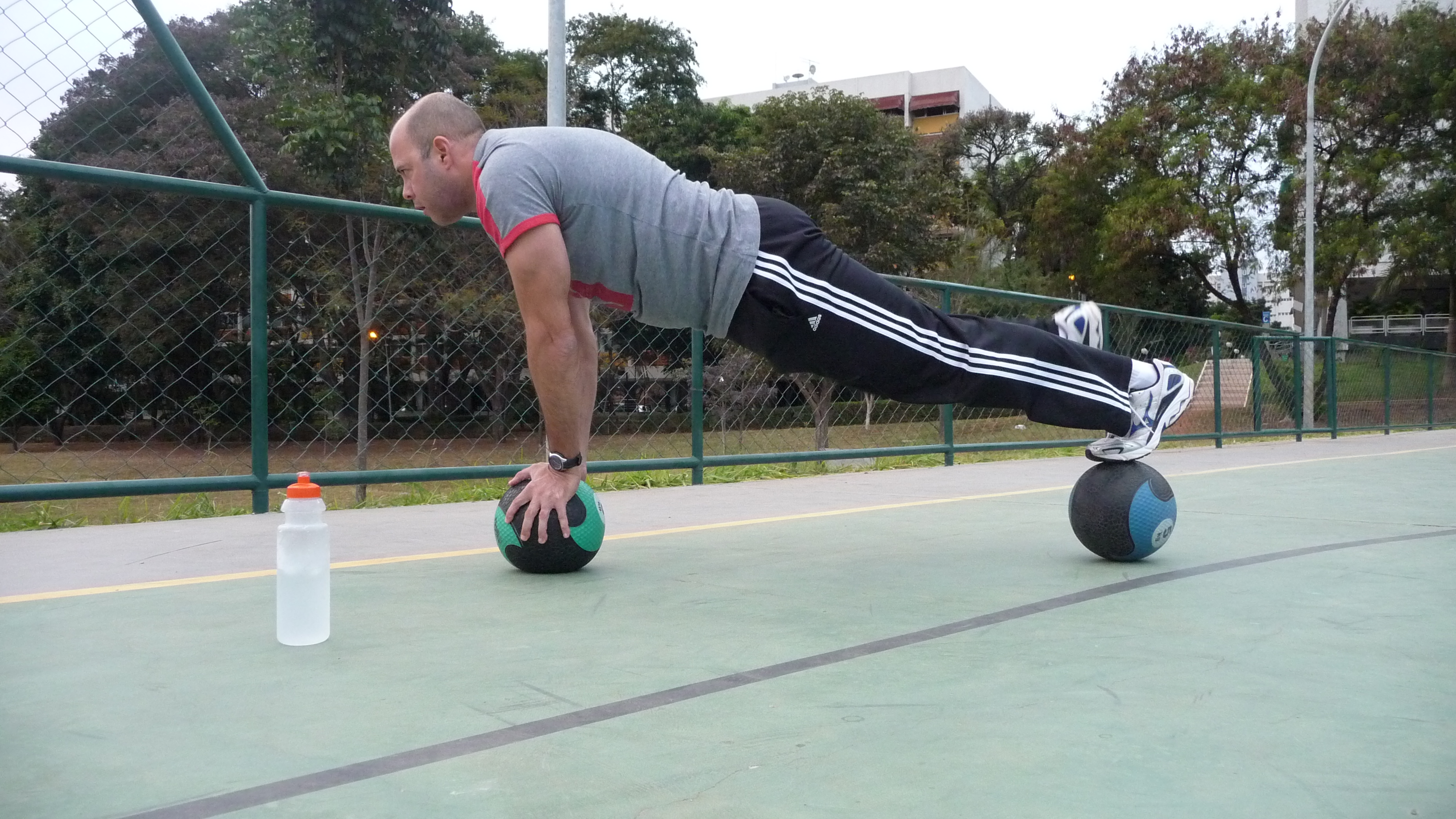
Mit Medizinball als Erschwernis

- Seitlicher Unterarmstütz: Wird seitlich auf einem Arm als Auflagefläche ausgeführt, dabei bilden Rumpf und Arm einen 90°-Winkel.[5]
- Verlängerter Unterarmstütz: Im Prinzip wird die Startposition der Liegestütze gehalten, allerdings so, dass Arm und Rumpf einen 90°-Winkel bilden. Das Gewicht befindet sich auf beiden Händen und der Unterarm wird gar nicht eingesetzt, weshalb der Begriff missverständlich ist.[6]
- Auf Bank, Medizinball oder Gymnastikball: Die Geräte können sowohl zur Erschwernis als auch zur Vereinfachung eingesetzt werden.[6]

## Rekorde
Den Weltrekord der Männer im Unterarmstütz hält der Tscheche Josef Šálek mit 9 Stunden 38 Minuten und 47 Sekunden seit Mai 2023. Zuvor war es der Australier Daniel Scali mit 9 Stunden, 30 Minuten, 1 Sekunde im Jahr 2021. Er brach damit den Rekord des US-amerikanischen Ex-Marine George Hood im Jahr 2020 von 8 Stunden, 15 Minuten und 15 Sekunden. Hood war zum Zeitpunkt des Rekordes, der auch im Guinness-Buch der Rekorde verzeichnet wurde, 62 Jahre alt. Damit brach er den vorigen Rekord, der von einem chinesischen Polizisten 2018 gehalten wurde, um 15 Minuten. Hood hielt den Rekord bereits 2011, damals mit einer Stunde 20 Minuten und 25 Sekunden.
Den Rekord der Frauen hält die Kanadierin DonnaJean Wilde mit 4 Stunden 30 Minuten und 11 Sekunden seit dem 21. März 2024. Zuvor lag er seit 2019 bei Dana Glowacka mit 4 Stunden 19 Minuten und 55 Sekunden.